# 390848 Veerle
390848 Veerle este o planetă minoră (asteroid) din centura de asteroizi. A fost descoperită pe 8 septembrie 2004 la Uccle de Thierry Pauwels⁠(d). 
Obiectul prezintă o orbită caracterizată de o semiaxă mare de 2,3338929557388 UAi, o excentricitate de 0,14, o înclinație de 6,5 ° în raport cu ecliptica.